# Лом (издавачка кућа)
ЛОМ је издавачка кућа из Београда. Настала је 1989. године. До 1996. године носила је назив ХАОС. Уредник, власник и најзначанији преводилац те куће је Флавио Ригонат.
ЛОМ је објавио дела Чарлса Буковског, Џона Фантеа, Џорџа Орвела, Гистава Флобера, Иљифа и Петрова, Томаса Бернхарда и низа других великана светске књижевности. Такође, ЛОМ негује и домаћу савремену књижевност, објављујући дела аутора попут Милене Марковић, Звонка Карановића и других.